# 森岡督行
森岡 督行（もりおか よしゆき、1974年 - ）は、日本の文筆家。株式会社森岡書店代表。

## 経歴
山形県に生まれる。古書店勤務を経て、2006年に森岡書店を創業し、書店兼ギャラリースペースの仕事を開始する。2015年には、「一冊の本を売る書店」をコンセプトに銀座に移転。同店は、筆者と読者との間に「幸福な会話が生まれる場」を提供し、NYタイムスやガーディアン、新華社通信などの海外メディアからも注目を集めている。2023年には、ロンドンのCourier社が刊行した『The World's Best Shops』で、森岡書店のコンセプトと活動が選ばれる。「一冊の本を売る書店」というコンセプトは、類例がなく、新しいコンセプトがかたちとなった実例として捉えられることもある。

## 人物
森岡書店のテーマである「一冊の本を売る書店」が決まった経緯としては、「新刊の記念イベントで大勢の方々に集まっていただけるのを見て、1冊のためだけにお客様がお越しになるということに気づいたのです。それで、次の10年をどうするか考えた際に、1冊の本だけを売るというアイデアが思い浮かびました」と語っている[1]。このアイデアを現実化する際は遠山正道氏の協力と理解があり、進めることができた。また取り扱った書籍のアーカイブを残さない理由には、「現代には体験、食など、ものとして残らないけれども、心が豊かになるものに価値を見いだすという考え方があると思います。ここに来ていただかないと分からない、そして来ていただいたらあとは記憶になる。そのような消えていくものにも価値があると思い、アーカイブは残さないことにしました。」としており、記憶に残るような体験を重要視している。
森岡書店の仕事だけでなく、外部の展覧会の企画協力も行なっている。資生堂ギャラリーの「そばにいる工芸」や山形ビエンナーレの「畏敬と工芸」、2121デザインサイトの『Khadi インドの明日をつむぐ- Homage to Martand Singh -」展』をはじめ、2023年には、ニューヨークの写真家のソール・ライターが所蔵していた、日本美術関係の書籍をリサーチした展覧会を渋谷ヒカリエで開催したり、聖心女子大学での『子どもと戦争』をテーマにした展覧会のキュレーションを行った。
個人としては、執筆の仕事も多く、『芸術新潮』で「作家が覗いたレンズ」や、新潮社『工芸青花』オンラインでの「森岡書店日記」、資生堂『花椿』オンラインで「現代銀座考」、小学館『小説丸』オンラインで「銀座で一番小さな書店」などの連載を担当してきた。JUNYA WATANABE COMME des GARCONS MAN S/S21の2022年のコレクションブックに登場したり（北島敬三撮影）、2022年にGUCCIが催したNEW GENTLEMENの一人として選ばれたこともある（細倉真弓撮影）。福岡県うきは市の杉工場と家具のプロデュースを行なっている。
2023年には母校の法政大学の入学式にて卒業生を代表し、祝辞を述べた。

## 著作等

### 著書
- 『写真集　誰かに贈りたくなる108冊』（平凡社、2011年）
- 『BOOKS　ON　JAPAN　1931－1972　日本の対外宣伝グラフ誌』（ビー・エヌ・エヌ新社、2012年）
- 『荒野の古本屋』（晶文社、2014年）
- 『本と店主』（誠文堂新光社、2015年）
- 『東京旧市街地を歩く』（エクスナレッジ、2015年）
- 『ライオンごうのたび』もりおかよしゆき (著), やまぐちようすけ (イラスト)（あかね書房、2021年）
- 『800日間銀座一周』（文春文庫、2022年）
- 『ショートケーキを許す』（雷鳥社、2023年）